# Pentacora saratogae
Pentacora saratogae är en insektsart som beskrevs av Cobben 1965. Pentacora saratogae ingår i släktet Pentacora och familjen strandskinnbaggar. Inga underarter finns listade i Catalogue of Life.